# Ahmed Chedba
 (mai 2021).
Ahmed Chedba (en arabe : أحمد شدبة) est un footballeur international algérien né le 21 octobre 1971 à Kouba dans la wilaya d'Alger. Il évoluait au poste de défenseur.

## Biographie

### En club
Il évolue en première division algérienne avec le club du CR Belouizdad où il a été champion d'Algérie à deux reprises en 2000 et 2001.

### En équipe nationale
Il honore deux sélections en équipe d'Algérie en 1996. Son premier match avec Les Verts a eu lieu le 25 mai 1996 contre l'Oman (victoire 0-1). Son dernier match a eu lieu le 28 mai 1996 contre la même équipe (victoire 0-1).
Il participe aux Jeux méditerranéens de 1993 à Agde en France avec l'équipe d'Algérie.

## Palmarès

### En club
CR Belouizdad
| - Championnat d'Algérie (2) : - Champion : 1999-00 et 2000-01. - Coupe d'Algérie (1) : - Vainqueur : 1994-95. |  | - Coupe de la Ligue d'Algérie (1) : - Vainqueur : 1999-00. - Supercoupe d'Algérie (1) : - Vainqueur : 1995. |

### En sélection
Algérie olympique
- Jeux méditerranéens :
  -  Médaille d'Argent : 1993.